# 울디스 푸치티스
울디스 푸치티스(라트비아어: Uldis Pūcītis, 러시아어: Улдис Пуцитис, 1937년 4월 15일 ~ 2000년 12월 14일)는 라트비아의 배우, 영화 감독이다.

## 출연 작품
- 포 화이트 셔츠 (1967)